# Lydia Harambourg
 (janvier 2018).
Si vous disposez d'ouvrages ou d'articles de référence ou si vous connaissez des sites web de qualité traitant du thème abordé ici, merci de compléter l'article en donnant les références utiles à sa vérifiabilité et en les liant à la section « Notes et références ».
Lydia Harambourg, née le 25 mai 1947 à Chelles, est historienne de l'art, critique d'art, écrivain et commissaire d'exposition française.

## Parcours
Lydia Harambourg écrit essentiellement sur la peinture des XIXe et XXe siècles, particulièrement de la seconde École de Paris. De 1998 à 2018, elle a tenu la chronique hebdomadaire des expositions dans La Gazette de l'Hôtel Drouot. 
Elle est membre correspondante de l'Académie des beaux-arts de l'Institut de France dans la section Peinture, élue en 2006. Elle est déléguée de La Lettre de l'Académie et collabore à Canal Académie. 
De 2002 à 2004, elle est présidente du Salon de Mai.
L’Académie de beaux-arts lui décerne le prix Paul-Marmottan 2001 pour sa monographie sur Yves Brayer parue en 1999 ainsi que le prix Thorlet en 2003.
En 2007, elle créé la Biennale de sculptures à la propriété Caillebotte à Yerres. En 2009, elle est commissaire de la deuxième édition.

## Publications
- L'École de Paris 1945-1965 : dictionnaire des peintres, Neuchâtel, Éd. Ides et Calendes, mai 2010 (1re éd. 1993  (ISBN 2-8258-0048-1)), 536 p. (ISBN 978-2-8258-0241-0, présentation en ligne). 2e éd., Neuchâtel, Ides et Calendes, 2010 ; mise à jour de Clotilde Scordia L'ouvrage constitue pour cette période la référence essentielle (850 artistes cités, 447 notices avec illustrations).
- Dictionnaire des peintres paysagistes français du XIXe siècle, Neuchâtel, Éd. Ides et Calendes, 1985, 360 p. (ISBN 978-2-8258-0014-0 et 2-8258-0014-7, présentation en ligne)

Auteur de monographies parues chez Ides et Calendes : Olivier Debré, 1997; Jean Couty, 1998;  Georges Mathieu, 2002, réédité en 2014;  Louis Latapie, 2003; Geneviève Asse, 2015. 
Parmi ses publications on lui doit notamment des études sur les œuvres :
- 1988, Raymond Moisset
- 1993, Maurice Boitel
- 1993, Oscar Gauthier
- 1997, Olivier Debré ; 2e éd., 2013
- 1998, Jean Couty
- 1999, Yves Brayer
- 2000, Xavier Longobardi
- 2002 et 2006, Georges Mathieu
- 2003, Louis Latapie
- 2003, Pierre Lesieur
- 2003, André Brasilier
- 2006, Bernard Buffet
- 2007, Edgar Stoebel
- 2007, André Marchand, Association Regards de Provence
- 2008, Jean Arcelin
- 2008, Irène Zack (avec Tonia Cariffa et Alain Pizerra)
- 2009 Geneviève Asse, Pagine d'Arte
- 2011, Gérard Vulliamy (1909-2005), Paris, RMN Grand Palais
- 2012, Philippe Hiquily, texte monographique au catalogue raisonné, éditions Galerie Loft, Paris
- 2013, Bernard Buffet, ouvrage du fonds de dotation, galerie  Maurice Garnier.
- 2015, Geneviève Asse, Neuchâtel, Ides et Calendes, coll. « Polychrome »
- 2018, Jean-Michel Coulon, éditions Gourcuff Gradenigo; Michel Tyszblat, éditions Somogy
- 2019, Adolphe Pétérelle, éditions Gourcuff Gradenigo; Gabriel Godard, éditions Le Livre d'art; Bernard Bouin, éditions El Viso
- 2020, Émile Sabouraud, éditions Illustria ; Leonardo Delfino, éditions Le Passage
- 2021, François Baron-Renouard, éditions In Fine ; Claude Mercier, les dessins, éditions El Viso

Elle a également écrit de préfaces, notamment pour la sculptrice Irène Zack.

## Commissariat d'expositions
En 1996, avec Henry Galy-Carles, elle est co-commissaire de l'exposition "50ème anniversaire de l'UNESCO. École de Paris" à l'Unesco, Paris. 
En 2018, au musée Jean-Couty à Lyon, elle organise l'exposition "Parcours croisés. Bernard Buffet-Jean Couty"; en 2018, au Musée-Hospice Saint-Roch à Issoudun, Jean Pons; en 2020, "Maria Papa. Une Sculptrice au cœur de la Nouvelle École de Paris", Musée-Hospice Saint-Roch à Issoudun. 
Depuis 2016, elle est co-commissaire avec Jacques Fabry de la Biennale de Sculpture de Fareins (Ain).